# Migennes
Migennes est une commune française située dans l'Yonne, au nord de la région Bourgogne-Franche-Comté. Ses habitants sont appelés les Migennois.

## Géographie

### Localisation
Située au cœur de l'Yonne, Migennes se trouve à 21 km d'Auxerre, 40 km de Sens, 66 km de Troyes et 75 km de Montargis. Elle est localisée quasiment à équidistance entre Paris (160 km)  et Dijon (169 km).
Chef-lieu du canton de Migennes, elle compte un peu plus de 7 000 habitants. C'est la quatrième ville de l'Yonne en nombre d'habitants (derrière Auxerre, Sens, Joigny). Elle fait partie de l'aire urbaine de Migennes qui compte 11 887 habitants.
Elle est également la ville centre de la Communauté de Communes de l'Agglomération Migennoise (CCAM), qui regroupe 8 communes et près de 15 000 habitants.
Ses principaux quartiers sont les suivants : les Cités de l'Armançon, Ville Haute (ou Mignottes), Vieux-Migennes et Cœur de Ville.
La commune se situe au confluent des rivières de l'Armançon et de l'Yonne. Elle constitue le point de départ du canal de Bourgogne qui finit sa course à Saint-Jean-de-Losne distant de 242 km.
Migennes est décorée par le comité des villes et villages fleuris à hauteur de trois fleurs.

### Communications et transports

#### Transports routiers
La Ville est traversée de part en part par la Route Départementale 943 (direction à l'ouest : Laroche-Saint-Cydroine – Joigny – Paris et direction à l'est : Brienon-sur-Armançon - Saint-Florentin – Troyes).
Elle se situe à environ 3 km de la Route Départementale 606 et à environ 20 km de l'Autoroute A6 (Paris-Lyon).

#### Transports ferroviaires
La commune accueille sur son territoire (en centre-ville) la gare de Laroche-Migennes.
Elle permet de relier les gares parisiennes de Bercy et de Lyon (en respectivement 1h25 et 1h35 ou 1h50). Un cadencement est assuré normalement toutes les heures. Pour aller à Dijon, Paris ou Lyon, c'est un passage obligé pour les passagers en provenance d'Auxerre (dont elle est distante d'une dizaine de minutes en TER). Elle permet aussi de relier Avallon et Clamecy. La gare de Laroche-Migennes est également une gare de fret. L'Office de Tourisme du Migennois organise trois fois par an pour des groupes des visites guidées du site ferroviaire de Laroche-Migennes.

#### Transport fluvial et de marchandises
Migennes dispose d'un port fluvial, géré par une entreprise privée, le Boat, auprès de laquelle il est possible de louer des bateaux de plaisance pour naviguer notamment sur le Canal de Bourgogne. L'écluse des Gravières se situe sur le territoire communal.
Le port est utilisé pour le transport de marchandises puisqu'il se situe à une demi-heure du port de Gron.

#### Autres moyens de transport
Il existe une navette inter-quartiers à Migennes.
L'aéroport d'Auxerre - Branches se situe à environ 18 km.

### Climat
Pour des articles plus généraux, voir Climat de la Bourgogne-Franche-Comté et Climat de l'Yonne.
En 2010, le climat de la commune est de type climat océanique dégradé des plaines du Centre et du Nord, selon une étude du Centre national de la recherche scientifique s'appuyant sur une série de données couvrant la période 1971-2000. En 2020, Météo-France publie une typologie des climats de la France métropolitaine dans laquelle la commune est exposée à un climat océanique altéré et est dans la région climatique  Lorraine, plateau de Langres, Morvan, caractérisée par un hiver rude (1,5 °C), des vents modérés et des brouillards fréquents en automne et hiver. 
Pour la période 1971-2000, la température annuelle moyenne est de 11 °C, avec une amplitude thermique annuelle de 15,4 °C. Le cumul annuel moyen de précipitations est de 681 mm, avec 11,1 jours de précipitations en janvier et 7,6 jours en juillet. Pour la période 1991-2020, la température moyenne annuelle observée sur la station météorologique de Météo-France la plus proche, « Aillant », sur la commune de Montholon à 16 km à vol d'oiseau, est de 11,5 °C et le cumul annuel moyen de précipitations est de 727,4 mm. 
La température maximale relevée sur cette station est de 42,7 °C, atteinte le 24 juillet 2019 ; la température minimale est de −23,5 °C, atteinte le 25 février 1986,,. 
Les paramètres climatiques de la commune ont été estimés pour le milieu du siècle (2041-2070) selon différents scénarios d'émission de gaz à effet de serre à partir des nouvelles projections climatiques de référence DRIAS-2020. Ils sont consultables sur un site dédié publié par Météo-France en novembre 2022.

## Urbanisme

### Typologie
Au 1er janvier 2024, Migennes est catégorisée petite ville, selon la nouvelle grille communale de densité à sept niveaux définie par l'Insee en 2022.
Elle appartient à l'unité urbaine de Migennes, une agglomération intra-départementale regroupant quatre  communes, dont elle est ville-centre,,. Par ailleurs la commune fait partie de l'aire d'attraction de Migennes, dont elle est la commune-centre,. Cette aire, qui regroupe 4 communes, est catégorisée dans les aires de moins de 50 000 habitants,.

### Occupation des sols
L'occupation des sols de la commune, telle qu'elle ressort de la base de données européenne d’occupation biophysique des sols Corine Land Cover (CLC), est marquée par l'importance des territoires agricoles (61 % en 2018), en diminution par rapport à 1990 (64 %). La répartition détaillée en 2018 est la suivante : 
terres arables (54,6 %), zones urbanisées (18,6 %), zones industrielles ou commerciales et réseaux de communication (9,4 %), forêts (7,3 %), zones agricoles hétérogènes (4,7 %), prairies (1,7 %), espaces verts artificialisés, non agricoles (1,6 %), milieux à végétation arbustive et/ou herbacée (1,5 %), eaux continentales (0,5 %). L'évolution de l’occupation des sols de la commune et de ses infrastructures peut être observée sur les différentes représentations cartographiques du territoire : la carte de Cassini (XVIIIe siècle), la carte d'état-major (1820-1866) et les cartes ou photos aériennes de l'IGN pour la période actuelle (1950 à aujourd'hui).

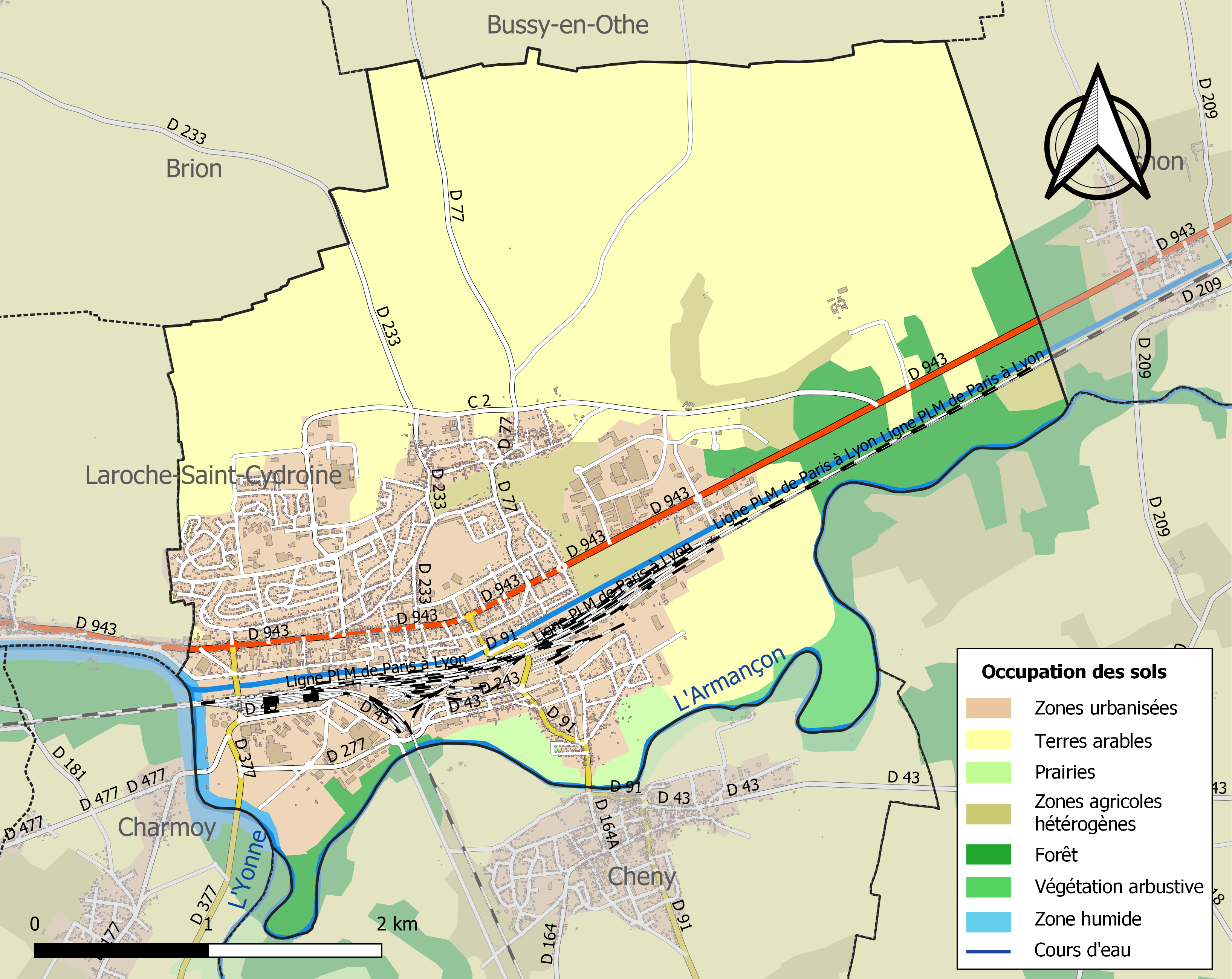
Carte des infrastructures et de l'occupation des sols de la commune en 2018 (CLC).

## Toponymie
Migennes : Mitigana (milieu des marais) sous l'Empire romain. On imagine que le secteur devait être plus humide à l'époque, sa position géographique à la confluence des rivières, l'Yonne, l'Armançon et du Serein à quelque km, doit être à l'origine du son nom.

## Histoire
Des fouilles menées en 2004 ont prouvé qu'il y avait des habitants à l'époque de l'âge du bronze.
Pendant l'Antiquité gallo-romaine, la présence de villae est attestée par la photographie aérienne. Des mosaïques et autres objets datant de l'époque gallo-romaine ont également été retrouvés sur le site. Migennes se nommait Mitigana (milieu des marais) sous l'Empire romain.
À l'époque féodale, Migennes relevait du comté de Sens, puis de son démembrement le comté de Joigny.
Cette ville doit sa renommée à sa gare dénommée Laroche - Migennes en 1918 et aussi pour avoir été moquée par un chansonnier de talent, Jean Raymond « Laroche Mimi, Laroche Migennes etc. » au temps de la vapeur. Comme le dit Marc Abélès dans son ouvrage Jours Tranquilles en 89. Ethnologie politique d'un département français : "Il y a des noms qui résonnent encore en nous, longtemps après qu'on les a entendus : Laroche-Migennes est de ceux-là. Réminiscence d'un voyage en train vers le midi de la France, ce mot composite évoque non un lieu, mais une gare, un passage obligé, la dernière étape à franchir pour s'éloigner de la région parisienne. Laroche-Migennes est synonyme de chemin de fer". Il précise que "Laroche et Migennes sont en fait deux communes contiguës. La gare se situe sur le territoire de Migennes".
La bourgeoisie de Joigny (10 km nord-ouest) et d'Auxerre (20 km au sud) ne souhaitait pas avoir les nuisances sonores et poussiéreuses des locomotives en attente dans les gares de triages à l'époque de la vapeur. Sous pression, elles dégageaient des fumées chargées de particules de charbon. À égale distance de Dijon et de Paris pour permettre l'échange de ces locomotives, la décision fut prise : le dépôt était donc idéalement situé à Migennes. Autrefois, les trains internationaux tels que 217, 218 ou encore 219 reliaient rapidement la gare de Laroche-Migennes à toutes les grandes villes du Midi, des Alpes ou d'Italie sans nécessiter de changement de train. La gare de Laroche-Migennes a été desservie de 1999 à 2011 par le TGV Yonne Méditerranée (qui reliait Melun à Marseille). Elle est encore depuis cette date à l'origine ou le terminus des trains TER pour Auxerre, Dijon, Paris-Gare-de-Lyon et de la gare de Paris-Bercy.

## Politique et administration

### Tendances politiques et résultats
Historiquement, Migennes penche plutôt à gauche avec un fort ancrage du Parti communiste français (PCF). Toutefois, depuis les années 1980, le Front national (FN) y obtient des scores importants.
À l’occasion de l'élection présidentielle de 2022, les Migennois placent Marine Le Pen (31,64%) et Jean-Luc Mélenchon (29,65%) largement en tête du premier tour. Au second, Emmanuel Macron ne devance la candidate du RN que de vingt voix. Le taux d’abstention (35,42%) est sept points au dessus du niveau national.

### Liste des maires
| Période                                  | Période          | Identité          | Étiquette   | Qualité |
| ---------------------------------------- | ---------------- | ----------------- | ----------- | --- |
| 1935                                     | 1945             | Lucien Masson     | SFIO        | Instituteur |
| Les données manquantes sont à compléter. |                  |                   |             | |
| 1947                                     | 1952 (décès)     | Lucien Masson     | SFIO        | Instituteur |
| 1952                                     | 1972 (démission) | Didier Lesseur    | Centriste   | |
| 1972                                     | 1977             | André Moreau      | ex-SFIO     | Instituteur |
| mars 1977                                | décembre 1998    | Guy Lavrat        | PCF         | Enseignant Conseiller général du canton de Migennes (1976 → 2001) Président du District urbain de Migennes (1977 → 1983)       |
| janvier 1999                             | mars 2001        | François Meyroune | PCF         | Professeur des écoles |
| mars 2001                                | mars 2008        | François Boucher  | DL puis UMP | Commerçant Conseiller général du canton de Migennes (2001 → 2015)                                                              |
| mars 2008                                | mars 2014        | François Meyroune | PCF         | Professeur des écoles |
| 29 mars 2014                             | En cours         | François Boucher  | LR          | Commerçant Conseiller départemental du canton de Migennes (2015 → ) Président de la CC de l'Agglomération Migennoise (2014 → ) |
| Les données manquantes sont à compléter. |                  |                   |             | |

## Jumelages
- Simmern (Allemagne). Les deux villes sont jumelées depuis 1969 et reçoivent chaque année à tour de rôle une délégation pour développer les relations entre les habitants et les associations. Des échanges scolaires ont également lieu chaque année.

## Population et société

### Démographie
L'évolution du nombre d'habitants est connue à travers les recensements de la population effectués dans la commune depuis 1793. Pour les communes de moins de 10 000 habitants, une enquête de recensement portant sur toute la population est réalisée tous les cinq ans, les populations de référence des années intermédiaires étant quant à elles estimées par interpolation ou extrapolation. Pour la commune, le premier recensement exhaustif entrant dans le cadre du nouveau dispositif a été réalisé en 2007.

En 2022, la commune comptait 6 878 habitants, en évolution de −3,97 % par rapport à 2016 (Yonne : −1,95 %, France hors Mayotte : +2,11 %).
| 1793 | 1800 | 1806 | 1821 | 1831 | 1836 | 1841 | 1846 | 1851 |
| ---- | ---- | ---- | ---- | ---- | ---- | ---- | ---- | ---- |
| 261  | 249  | 258  | 296  | 306  | 355  | 429  | 570  | 719  |

| 1856 | 1861 | 1866 | 1872 | 1876 | 1881  | 1886  | 1891  | 1896  |
| ---- | ---- | ---- | ---- | ---- | ----- | ----- | ----- | ----- |
| 686  | 720  | 711  | 785  | 775  | 1 288 | 1 598 | 1 808 | 1 895 |

| 1901  | 1906  | 1911  | 1921  | 1926  | 1931  | 1936  | 1946  | 1954  |
| ----- | ----- | ----- | ----- | ----- | ----- | ----- | ----- | ----- |
| 2 211 | 2 473 | 2 936 | 3 670 | 4 594 | 4 994 | 5 416 | 5 530 | 5 226 |

| 1962  | 1968  | 1975  | 1982  | 1990  | 1999  | 2006  | 2007  | 2012  |
| ----- | ----- | ----- | ----- | ----- | ----- | ----- | ----- | ----- |
| 6 352 | 7 645 | 8 315 | 8 145 | 8 235 | 8 165 | 7 476 | 7 373 | 7 008 |

| 2017  | 2022  | - | - | - | - | - | - | - |
| ----- | ----- | - | - | - | - | - | - | - |
| 7 240 | 6 878 | - | - | - | - | - | - | - |

### Enseignement, enfance et jeunesse
La Ville dispose de trois groupes scolaires (maternelles et primaires) et accueille 2 collèges sur son territoire.
- École Paul-Bert (maternelle 3 classes)
- École Anne-Frank (maternelle 6 classes)
- Groupe scolaire Marcel-Pagnol (maternelle 6 classes, Primaire 8 classes) [regroupement des écoles primaires Maurice Genevoix, Marcel Pagnol et maternelle Marie Noël].
- École Paul-Verlaine (Primaire 5 classes)
- Groupe scolaire Gérard-Philipe  (Primaire 11 classes) [regroupement des écoles Gérard Philipe et Jean Jacques Rousseau]
- Collège Paul-Fourrey (Environ 350 élèves)
- Collège Jacques-Prévert (Environ 500 élèves)

La Ville dispose de deux multi-accueils municipaux, d'un Relais Accueil Petite Enfance (RAPE) et d'une halte-garderie gérée par la Croix-Rouge.
Des activités sont proposées à l'attention des adolescents par le service animation jeunesse de la Ville et par une Maison des Jeunes et de la Culture (MJC).
La Ville dispose également d'un Espace Famille et d'un Centre Communal d'Action Sociale.

### Manifestations culturelles, sportives et festivités
Migennes dispose d'une vie culturelle et associative, avec l'organisation tout au long de l'année de manifestations plus ou moins importantes. Les plus connues sont les suivantes :
- Le salon « Migennes collector » se tient depuis 2005 le dernier week-end de février à la salle des sports de Migennes. C'est l'évènement annuel qui attire le plus de monde dans la commune (de l'Yonne, de la France entière et même au-delà). Lors de la 1re édition, près de 2 000 visiteurs sont venus (dont beaucoup de curieux qui ne connaissaient pas ce genre de manifestation). En 2011, lors de la 7e édition, 5 000 visiteurs sont accueillis et en 2106, lors de la 12e édition, la barre des 7 000 visiteurs est dépassée.
Cet événement réunit des fans de Bd, séries TV ou films et des amateurs costumés en personnages issus de ces aventures. Nous y trouvons aussi des maquettistes, des dessinateurs de BD ainsi que des acteurs qui dédicacent photos et objets de collections. Le responsable et instigateur de ce salon est Marc Poyet.
Au fil des années cette manifestation, dans son concept et son organisation, est devenue l'une des plus appréciées au niveau français et a même une reconnaissance internationale. Elle est organisée par l'association Migennes Collector, avec le soutien de divers partenaires publics et privés. Les principaux invités des dernières éditions étaient : Robert Watts, Ben Chambers, Dominik Vallet, Jo Hell, Jean-Luc Sala, Dav, James Cosmo et Nick Kellington.
-Le "Grand Tournoi de Rugby à 7" est organisé depuis plus de 20 ans par l'ASUCM Rugby. Il attire chaque année en fin de saison (fin juin) plus de 2 000 joueurs (des débutants au vétérans) au stade Lucien Masson, et en particulier des équipes en provenance de la région parisienne.
-Les "Soirée Musicales du Vieux-Migennes" ont lieu chaque été à l'Église Saint-Pancrace, avec une programmation variée : musique classique, baroque, jazz, chansons populaires...Elles sont  organisées exceptionnellement en 2017 à l'Église du Christ-Roi.
- Le "Salon du Livre" a lieu tous les deux ans (années impaires) à la salle des sports. Sous le thème "Histoire et mémoire populaire", il est organisé par la médiathèque municipale Louis Aragon, la Ville et les amis de la bibliothèque. Il attire lors de chaque édition maintenant plus de 2 500 visiteurs. De nombreuses personnalités ont été accueillies : Marie Dubois, Didier Daeninckx, Gérard Mordillat, Patrick Cauvin, Janine Boissard, Denis Seznec, Thierry Roland, Nelson Monfort, Richard Bohringer, Yves Duteil, Didier Cornaille, Anne Richard, Fabien Lecœuvre, Éric Morena, Jean-Pierre Soisson... Le 11e édition aura lieu le dimanche 15 octobre 2017.
D'autres manifestations sont organisées chaque année : les week-end cinéma de l'association Ciné Migennes (tout au long de l'année, avec des projections en plein air l'été), la journée de la nature et de l'environnement (en mai), la fête des voisins (en mai), la fête de la musique (en juin), la fête au port (en juin), le bal des pompiers et des marins (en juillet), la fête des Marins (en septembre), les Journées du Patrimoine (en septembre), le salon culinaire et artisanal (fin septembre - début octobre), la cérémonie des meilleurs sportifs (en novembre), la fête des enfants (en décembre) et le marché de Noël (en décembre).

### Sport
De nombreuses activités sportives peuvent être pratiquées sur la ville. Trente-et-une associations sportives offrent la possibilité de pratiquer 30 disciplines.
Migennes possède les installations sportives suivantes :
- le stade Lucien Masson avec un terrain de foot très prisé des clubs comme l’AJ Auxerre, Troyes ou Créteil pour des matchs amicaux ;
- un terrain de rugby régulièrement demandé pour des matchs de championnat de France ;
- des terrains de tennis et un tennis couvert ;
- une piscine Luc Berton ;
- une salle des sports Lucien Chevallier ;
- un COSEC ;
- un boulodrome au stade Roger Varrey et propriété du comité de la SNCF ;
- un pas de tir.

Les équipements sportifs de la ville de Migennes sont gérés par la CCAM depuis 2004 et l’OICS (Office Intercommunal des sports).
Un club omnisports, l’ASUCM, rassemble 1 200 licenciés dans plusieurs disciplines (football, tennis, pétanque, basket-ball, rugby, cyclo, judo, gymnastique, athlétisme…).
La MJC rassemble plus de 800 adhérents, sportifs compétiteurs ou non, dans des disciplines comme le billard, karaté, tennis de table, escalade, danses diverses….
Et Migennes a des clubs dits « indépendants » — avec environ 360 licenciés — tels que : Migennes natation, triathlon club, Migennes subaquatique, club canin et la pêche (la gauloise)…

## Économie et tourisme

### Économie
Troisième site industriel de l'Yonne, Migennes accueille de nombreuses entreprises et sièges sociaux. Selon l'étude « Les Chiffres clés 2016 de l'Yonne » de la CCI de l'Yonne, les principaux secteurs d'activités représentés parmi les établissements de plus de 50 salariés sont les suivants : agroalimentaire, équipement automobile, métallurgie, emballage, BTP / Construction.
La commune dispose de trois zones d'activités - le Parc d'activités de l'Yonne, le Parc d'activités de l'Armançon et le Parc d'activités du canal de Bourgogne et d'une zone commerciale Les Latteux.
Le Parc d'activités du canal de Bourgogne (PACB) est la zone économique migennoise la plus importante. Elle s'étend sur plus de 34 hectares, au nord-est de Migennes. Depuis 2006, 20 hectares ont été aménagés, dont 20 hectares en îlots viabilisés divisibles. Elle comprend essentiellement des entreprises industrielles spécialisées dans la chaudronnerie et la métallurgie. Certaines d'entre elles sont même d'envergure internationale, à l'instar de Benteler Automotive, Efirack, Onex, CL Packaging, Divine. Les autres principales entreprises présentes au PACB sont : la Poste, Look Pub, Transports alimentaires Bouquerod, S.A.V.I.P.. Ce parc d'activités dispose de la fibre optique sur place. La société d'économie mixte Yonne Développement a mis en place des modules à louer dans le Village pour l'Emploi.
Situé à l’entrée sud de la ville, à proximité immédiate de la gare SNCF, le Parc d'activités de l'Yonne s'étend sur près de 37 ha.  Il compte en son sein des entreprises d'envergure internationale telles que la Sicavyl (agroalimentaire) ou Charlatte (Groupe Fayat), leader mondial des réservoirs hydropneumatiques.
Situé au sud-est de Migennes, le parc d'activités de l'Armançon accueille essentiellement l'entreprise STRADAL (groupe Saint-Gobain). 
La commune accueille sur son territoire plus de 120 commerces et est engagée dans un processus de revitalisation de son centre-bourg. Elle dispose de 9 grandes et moyennes surfaces (300 m2 et +).
Selon l'étude « Les chiffres clés 2016 de l'Yonne » de la CCI de l'Yonne, c'est en 2015 le 4e pôle commercial de l'Yonne (derrière l'agglomération d'Auxerre, l'agglomération de Sens et Avallon) avec un chiffre d'affaires de 85 millions d'euros.
La zone commerciale Les Latteux s'organise autour d'un Centre Leclerc et d'autres enseignes nationales (Gamm Vert notamment) et locales. Face à la forte hausse des coûts de l'énergie, la mairie a annoncé en 2022 fermer plusieurs salles municipales, entraînant la désapprobation d'associations locales.

### Tourisme
La Ville dispose également d'un Office de Tourisme qui relève de la compétence de la Communauté de Communes de l'Agglomération Migennoise.
La commune est dotée d'un camping municipal et de chambres meublées.

## Culture locale et patrimoine

### Lieux et monuments
- Ville fleurie : Trois fleurs.

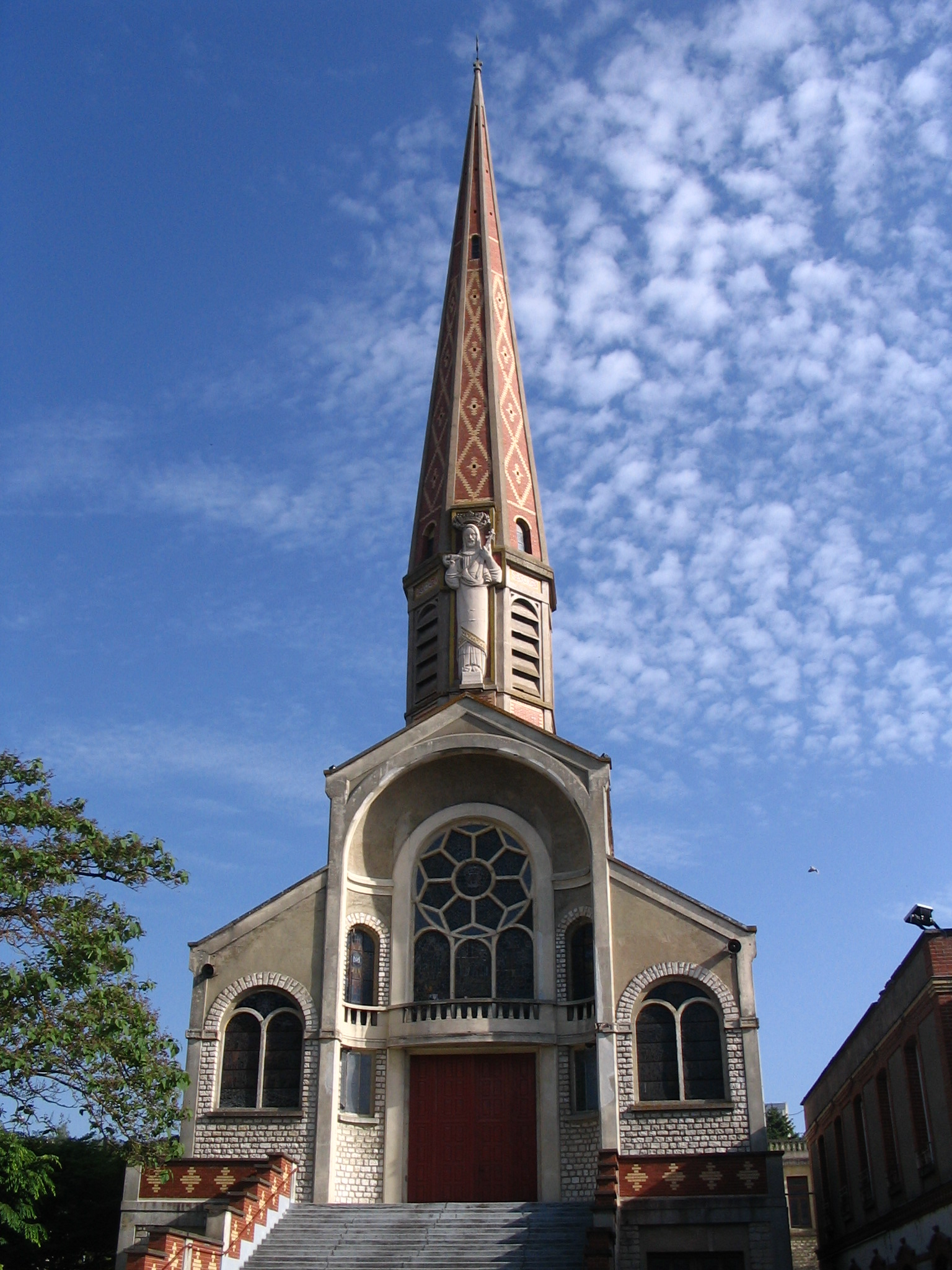
Vue de l'église du Christ-Roi.

- L'église paroissiale Saint Pancrace offre une représentation murale du Dit des trois morts et des trois vifs : trois jeunes gentilshommes sont interpellés dans un cimetière par trois morts, qui leur rappellent la brièveté de la vie et l'importance du salut de leur âme. Elle appartient à la commune.
- L’église paroissiale du Christ-Roi. La première pierre de l’église fut posée le 16 août 1925 et inaugurée le 27 octobre 1935. Elle est édifiée en béton, matériau qui était encore révolutionnaire à l’époque. Son impressionnante flèche fait 60 mètres de hauteur. Longueur : 44,50 m. Largeur de la nef : 16,50 m. Largeur du transept : 27,50 m.
- Le cabaret l'Escale[45] a été restauré en 2004 sous l'impulsion de la municipalité de l'époque à l'identique de son passé prestigieux des années 1950-1960. Au cours du week-end des 16 et 17 avril 1960, le jeune Johnny Hallyday dont le premier 45 tours venait de sortir, y donne trois spectacles (pour un cachet de 500 NF) qui sont les tout premiers de sa carrière de chanteur désormais professionnel, signé sur une maison de disques.[réf. nécessaire] D'autres artistes de renom sont passés par le cabaret de l'Escale, et notamment Jacques Brel, Léo Marjane, Charles Trénet[réf. nécessaire]. Propriété de la Ville de Migennes, il est géré depuis septembre 2007 par l'association AGEM Migennes. C'est depuis cette date une salle de concerts de 230 places reconnue avec près de 90 manifestations et plus de 15 000 spectateurs accueillis par saison[réf. nécessaire]. Son projet artistique s'articule autour d'un fil rouge chanson française (50 %). Les 50 % restants sont répartis entre cafés-théâtres, musique du monde, jazz et musique actuelles.

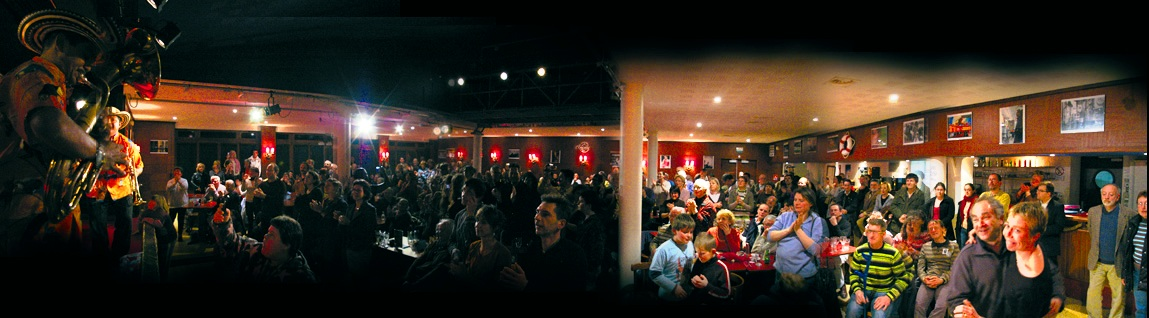

- La médiathèque Louis Aragon[46].

### Personnalités liées à la commune
- Léon Moussinac (1890-1964), écrivain, journaliste, historien et critique de cinéma français.
- Julien Guinet (1984 -), artiste peintre, est né dans la commune.
- Chris Malonga qui débuta à l'ASUCM football, de débutant à benjamin, professionnel, passé par Monaco, actuellement au Racing Besançon.
- Atila Turan joueur professionnel évoluant au Stade de Reims, a passé 9 saisons, de débutant à U15, au sein de l'ASUCM football (l'ASUC Migennes est le club omnisports migennois)
- Cédric Pineau (1985 -), cycliste professionnel, est né dans la commune.
- Léon Quarton (1911-1991), cheminot syndicaliste et résistant communiste du dépôt des chemins de fer[47].
- Gilles Lecouty  (1942 - ), né dans la commune, accordéoniste du groupe Licence IV, à accompagné Pierre Pierret, Renaud et Patrick Sébastien.